# 라구스 해전
라구스 해전(Battle of Lagos)은 7년 전쟁 중인 1759년 8월 19일 포르투갈 남쪽의 라구스 앞바다에서 영국 함대와 프랑스 함대 사이에서 벌어진 해전이다. 영국에게 이 해전은 1759년 기적의 해의 일부가 되었다.

## 배경
7년 전쟁 당시 프랑스의 루이 15세 정부는 영국을 침공할 계획을 세웠다. 군대는 브르타뉴반도의 남동부 반의 땅에 집결하고, 수송선은 키브롱 만으로 이어지는 육지에 둘러싸인 비앙 수역에 마련되었다. 프랑스 정부는 브레스트에 있는 콩플랑 백작 위베르 드 브리엔이 지휘하는 21척의 전열함과 장 프랑수아가 지휘하는 툴롱에서 회항하는 12척을 소집할 계획을 세우고 있었다. 침공 부대는 연합 함대에 의해 잉글랜드나 스코틀랜드 해안 몇 군데로 옮겨질 예정이었다.
툴롱의 장 프랑수아 함대의 봉쇄는 에드워드 보스카웬 제독과 그 휘하 함대의 임무였다. 보스카웬은 1759년 5월 16일 임지에 도착했다. 7월 초, 물자와 물 보급과 프랑스 포대에 의해 입은 손상을 수리하기 위해 그는 지브롤터로 갈 수 밖에 없었다. 보스카웬은 8월 4일 지브롤터에 입항했다. 장 프랑수아는 8월 5일 툴롱을 빠져 나와 8월 17일 지브롤터 해협을 통과했다. 보스카웬은 초계함으로부터 보고를 받고 그 사실을 알게 되었다.

## 전투

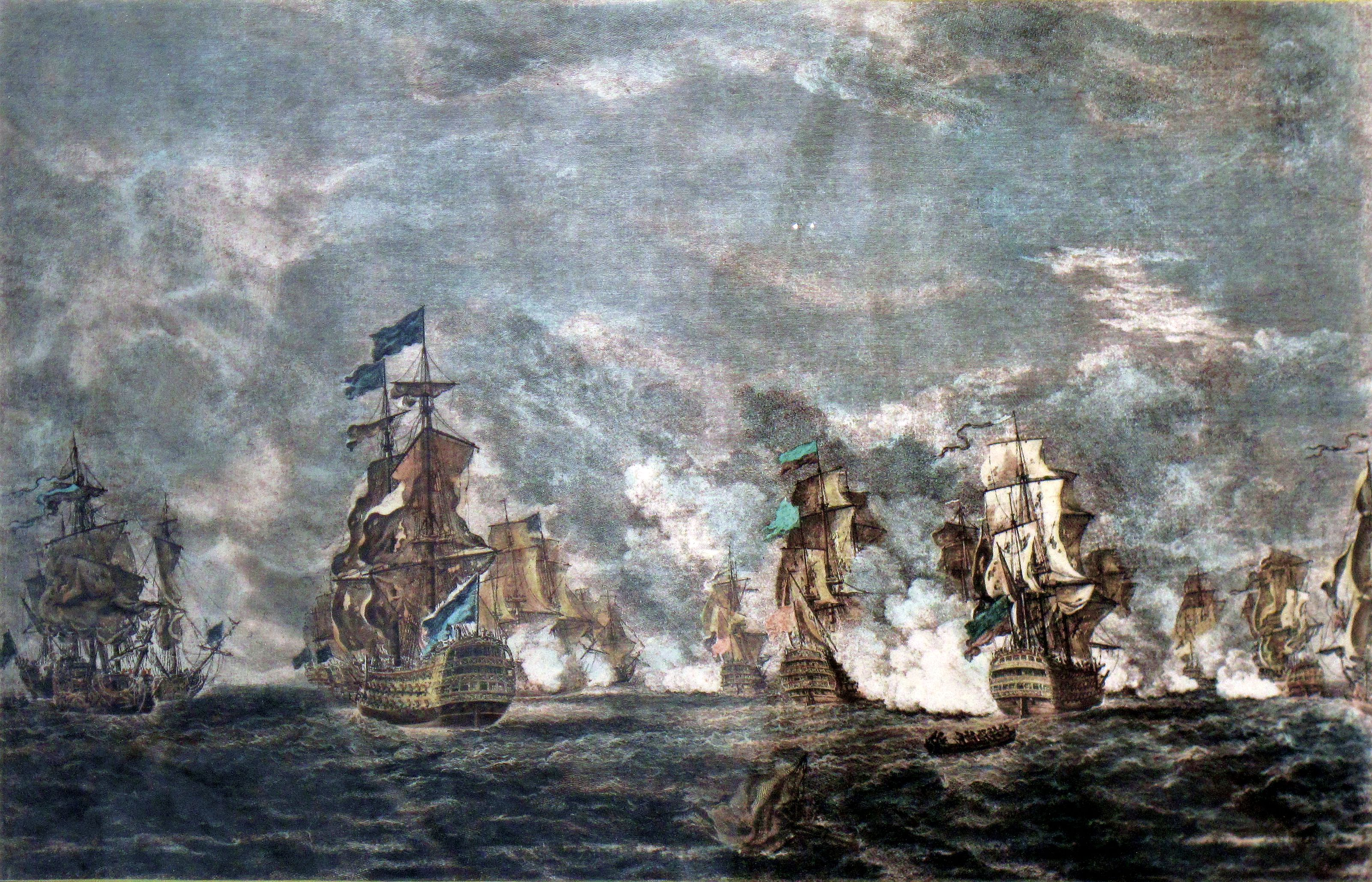
라고스 해전에서 프랑스 지중해 함대를 물리치는 영국 해군 - by 리처드 페렛

영국 함대는 즉시 출동해서 프랑스 함대를 추적했다. 함대가 일단 항구를 나왔기 때문에 몇 마일을 사이에 두고 2개의 부대로 나누어져 있었다. 17일 자정 (8월 18일), 장 프랑수아의 함대 중 5척은 기함을 잃고 카디스로 향했다. 다른 7척은 동료와 집결을 위해 잠시 지체되었기 때문에 보스카웬의 추적을 허용하여 8월 18일 오후에 공격을 받았다. 그 중 1척인 74문 함 센토르(Centaure)는 나포되었지만, 그 때의 분전에 따라 영국 함대의 기함에 큰 피해를 주었다. 보스카웬은 기함을 심하게 손상된 나무르(Namur)에서 뉴아크(Newark)로 옮겼다.
18일 밤부터 8월 19일 새벽까지 2척의 프랑스 군함 수브랑(Souverain)과 게리에르(Guerrier)는 경로를 바꿔 서쪽으로 도주했다. 나머지 4척은 북쪽을 향해 포르투갈 라고스 인근 해역에 도달했다. 그래서 장 프랑수아의 기함인 오세안(Océan)과' 르두타블(Redoutable)은 좌초되거나 파손되었으며, 테메레어(Téméraire)와 모데스트(Modeste)는 나포되었다.

## 결과 및 영향
장 프랑수아는 치명상을 입고 포르투갈 육지 해안에서 사망했다. 카디스로 도망친 5척은 보스카웬의 부장인 브레드릭 제독에 의해 봉쇄되었다.
프랑스 함대의 패배로 영국 침공 계획은 그 주요 부분인 브레스트 함대와 툴롱 함대의 랑데부는 실패했지만, 프랑스는 공격을 포기하지 않았다. 그러나 침공 계획은 11월의 키브롱 만 해전에서 프랑스 해군의 패배로 결국 좌절되었다.
승리를 거둔 보스카웬의 지중해 함대 중 몇 척은 호크 제독의 함대에 참가하기 위하여 어션트 섬 앞바다에 보내졌다. 그리고 5척은 키브롱 만 해전에서 호크가 브레스트 함대를 격파했을 때, 그 휘하에 있었다.
이후 영국에서 저명한 노예폐지론자가 되는 올로다 에퀴아노라는 이름의 어린 노예는 이 해전에서 영국 측에 참전했다. 그는 자신의 전기인 《올로다 에퀴아노의 재미있는 삶 이야기》(The Interesting Narrative of the Life of Olaudah Equiano)에서 이 전투에 대한 설명을 그려내고 있다.

## 참고 문헌
- 본 문서에는 현재 퍼블릭 도메인에 속한 브리태니커 백과사전 제11판의 내용을 기초로 작성된 내용이 포함되어 있습니다.
- Beatson. Naval and Military Memoirs of Great Britain, vol. ii. p. 321 et seq.
- Bruce, Anthony; Cogar, William (2014). 《Encyclopedia of Naval History》. 러틀리지. ISBN 9781135935344.
- Clowes, W.L. (ed.). The Royal Navy; A History, from the Earliest Times to the Present, Volume III. (런던 1898).
- Jenkins, E.H. A History of the French Navy (런던 1973).
- McLynn, Frank. 1759: the year Britain became master of the world (랜덤하우스, 2011) pp 223-53,
- Marcus, G. Quiberon Bay; The Campaign in Home Waters, 1759 (런던, 1960).
- Chapter IV of The Interesting Narrative of the Life of Olaudah Equiano, or Gustavus Vassa, the African, at 위키문헌, contains an account of the battle as witnessed by the author aboard HMS Namur